# Chilobrachys huahini
Chilobrachys huahini là một loài nhện trong họ Theraphosidae.
Loài này thuộc chi Chilobrachys. Chilobrachys huahini được miêu tả năm 1996 bởi Joachim Schmidt & Huber.